# عبدالله علایلی
```
عبدالله علایلی
[
۱
]
 با نام کامل عبدالله عثمان علایلی(
۲۰ نوامبر
 
۱۹۱۴
 - 
۱۳۳۳ ق
 / 
۳ دسامبر
 
۱۹۹۶
 - 
۱۴۱۷
). 
زبان‌شناس
 
ادیب
 دانشنامه نویس و 
فقیه
 متجدد لبنانی بود. او 
فرهنگ لغت
 را بازنگری کرد و مفاهیم 
«فرهنگ لغت»
 و 
«
دائرةالمعارف
»
 در هم آمیخت. او به دلیل نظرات فقهی و زبانشناسی بحث برانگیزش شناخته شده‌است.
```

## سه‌گانه حسین
علایلی اصرار داشت که اصلاحات باید دارای نمادهای ایده‌آل، معنوی و تاریخی باشد؛ از این رو حسین، به عنوان اندیشه ای انقلابی و آزاده، در پروژه اصلاحی علایلی از جایگاه مهم و مرکزی برخوردار است؛ لذا او سه کتاب دربارهٔ حسین بن علی نگاشته که عبارتند از:
1. «تعالی معنا در تعالی ذات» یا «پرتوهایی از زندگی حسین»
2. «تاریخ الحسین»
3. «روزهای حسین»

وی کتاب اخیر را پس از سه دهه مجدداً با عنوان «از روزهای نبوت» منتشر کرد. تغییر عنوان کتاب با ملاحظه این نکته صورت گرفت که روزهای زندگی حسین چیزی جز اقتباس از روزهای زندگی پیامبر نیست و نیز اشاره به این حدیث که: «حسین از من است و من از حسین هستم.»

## تالیفات
- ادیبان و حشاشین.
- مقدمه ای بر درس زبان عربی، قاهره، ۱۹۳۸.
- تعالی معنا در تعالی ذات، یا پرتوهایی از زندگی حسین، بیروت، ۱۹۳۸.
- ترانه‌های ترانه‌ها
- تاریخ حسین: نقد و تحلیل، بیروت، ۱۹۴۰.
- مجموعه من متهمم در هفت قسمت، بیروت، ۱۹۴۰.
- قانون اساسی ملی عرب، سعیده، ۱۹۴۱.
- جهان و فساد اجتماعیون، بیروت، ۱۹۴۲.
- المعرّی ذلک المجهول، بیروت، 1944.[۳]
- واژگان، بیروت، ۱۹۴۵.
- جادوگر، بیروت، ۱۹۴۶.
- سفر به جاودانگی (شعر ترجمه شده به فرانسوی)، بیروت، ۱۹۴۶.
- تفاوت بین سبک و ترکیب، بیروت، ۱۹۴۷.
- الگوی آرمانی آنها یا حضرت خدیجه، بغداد، 1947.[۴]
- روزهای الحسین: صحنه‌ها و داستان‌ها، بیروت، ۱۹۴۸.
- شهید قسطل (عبدالقادر الحسینی)، بیروت، ۱۹۵۲.
- روانشناسی از دیدگاه من.
- اعراب در چنگال خطر، بیروت، ۱۹۵۵.
- فلسطین خونین.
- لبنان؛ عنزة ولا مرقد.
- مقدمات ضروری مطالعه خوب برای درک تاریخ عرب.[۵]
- مقدمه تفسیر.
- ارعاب یا علم اساطیر اعراب در سایه زبان، بیروت، ۱۹۵۵.
- المرجع - فرهنگ لغت متوسط، بیروت، ۱۹۶۳.
- چهره کارتونی، بیروت، ۱۹۶۳.
- برای لبنان: شعرهایی با حرف خونین و آرزوی سپید، بیروت، ۱۹۷۷.
- اشتباه کجا است؟ بیروت، ۱۹۷۸.
- فرهنگ لغت نظامی.

### برنامه‌های تلویزیونی دربارهٔ او
- یک قسمت مستند ویژه در برنامه مشاهیر.

### سمینار بزرگداشت
مجمع گفتگو و توسعه ادیان و فرهنگ‌ها و دانشکده مطالعات اسلامی دانشگاه مقاصد، جلسه ای برای بزرگداشت وی ترتیب داد.